# Pommeau (selle)
Pour les articles homonymes, voir Pommeau.

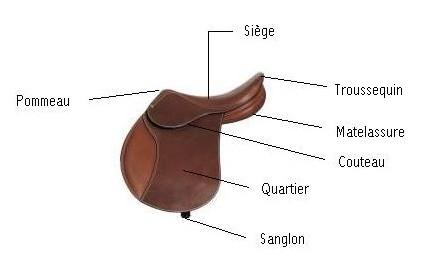
Parties d'une selle de saut d'obstacle.

Un pommeau est la partie d’une selle située à l’avant de celle-ci. Il constitue une proéminence de l'arçon. Certaines selles sont aussi équipées d’un pommeau arrière appelé troussequin.